# José Pardo y Barreda
Pour les articles homonymes, voir Pardo.
José Pardo y Barreda (Lima, 24 février 1864 - Lima, 3 août 1947) est un homme d'État péruvien, président de la République à deux reprises.

## Biographie
José Pardo y Barreda est issu d'une famille aristocratique. Il est le fils de Manuel Pardo y Lavalle, fondateur du Parti civil et président de la République, et de Mariana Barreda y Osma. Il est aussi le petit-fils du poète, écrivain et ministre, Felipe Pardo y Aliaga. Il épouse sa cousine Carmen Heeren, dont il a Juan Pardo Heeren.
José Pardo y Barreda représente une nouvelle génération au sein du Parti civil, amenant un nouveau souffle dans le développement du pays. Il dirige le parti et le ministère des relations extérieurs pendant le gouvernement de Andrés Avelino Cáceres. Après le mort de Manuel Candamo Iriarte, Serapio Calderón devient président et organise de nouvelles élections. Le Parti Civil présente José Pardo y Barreda tandis que le Parti démocrate est représenté par Nicolás de Piérola. Ce dernier se retire peu de temps avant le scrutin, assurant ainsi la victoire de son adversaire.
Son gouvernement est largement marqué par une politique tournée vers l'éducation. L'instruction primaire, jusqu'alors, est aux mains des municipalités, selon une loi de 1876 dictée par Manuel Pardo. José Pardo y Barreda, avec l'action de son ministre de la Justice et de l'Instruction, décide de s'attaquer au problème. Une loi, promulguée en 1905, a pour but de réformer le système. Ainsi l'enseignement primaire est confié au gouvernement central. La réforme prévoit que l'enseignement devient obligatoire, gratuit et que dans chaque ville, village ou localité (hameau, site minier...) ayant plus de 200 habitants, devait être construit une école. Il fonde l'école normale des garçons pour la formation des maîtres, réorganise l'école normale des filles, inaugure l'école des arts et métiers et crée la direction générale de l'instruction à laquelle dépendent des inspecteurs chargés du contrôle dans toute la république.
Dans le domaine culturel, il crée plusieurs institutions comme l'Académie d'histoire, l'École des beaux-arts, l'Académie de musique nationale et le musée nationale d'histoire. Enfin il fonde l'École supérieure de guerre pour former les officiers de l'état-major.
Au cours de son second mandat, il doit faire face aux conséquences de la Première Guerre mondiale et à l'agitation sociale pour la conquête des huit heures de travail accordée le 15 janvier 1919. Un mois avant la fin de son mandat, il est renversé par Augusto Leguía.
Il passe les onze années suivantes dans le sud de la France. Il retourne à Lima pour y mourir en 1947.